# Den vest- og sønderjydske Kreditforening
Den vest- og sønderjydske Kreditforening var en dansk kreditforening stiftet 28. september 1860 af bl.a. sagfører, senere etatsråd Ephraim Magdalus Møller.
Den havde hovedsæde i Ringkøbing.
1. januar 1971 fusionerede den sammen med Sønderjyllands Kreditforening, Haderslev og Jydsk Realkreditforening for særlig realkredit (der samtidig dannedes ved sammenslutning af: Købstadshypotekforeningen, Århus, Landhypotekforeningen for Danmark, Århus og Aalborg Hypothekforening, Aalborg) til Jydsk Realkreditforening for almindelig realkredit.

## Ledelse
Denne liste er ufuldstændig; hjælp gerne med at udfylde den.
- 1874-1888 Ephraim Magdalus Møller
- 1888-1898? Morten Clausen  Arkiveret 13. december 2014 hos  Wayback Machine  Arkiveret 18. februar 2015 hos  Wayback Machine
- 1898-1914 Christian Benzon Hoppe  Arkiveret 13. december 2014 hos  Wayback Machine
- Christian Troensegaard (levede 1864-1934)
- 1932-1968 Povl Valeur
- 1968-1985 Jørgen Larsen  Arkiveret 4. marts 2016 hos  Wayback Machine